# 백그라운드 댄서

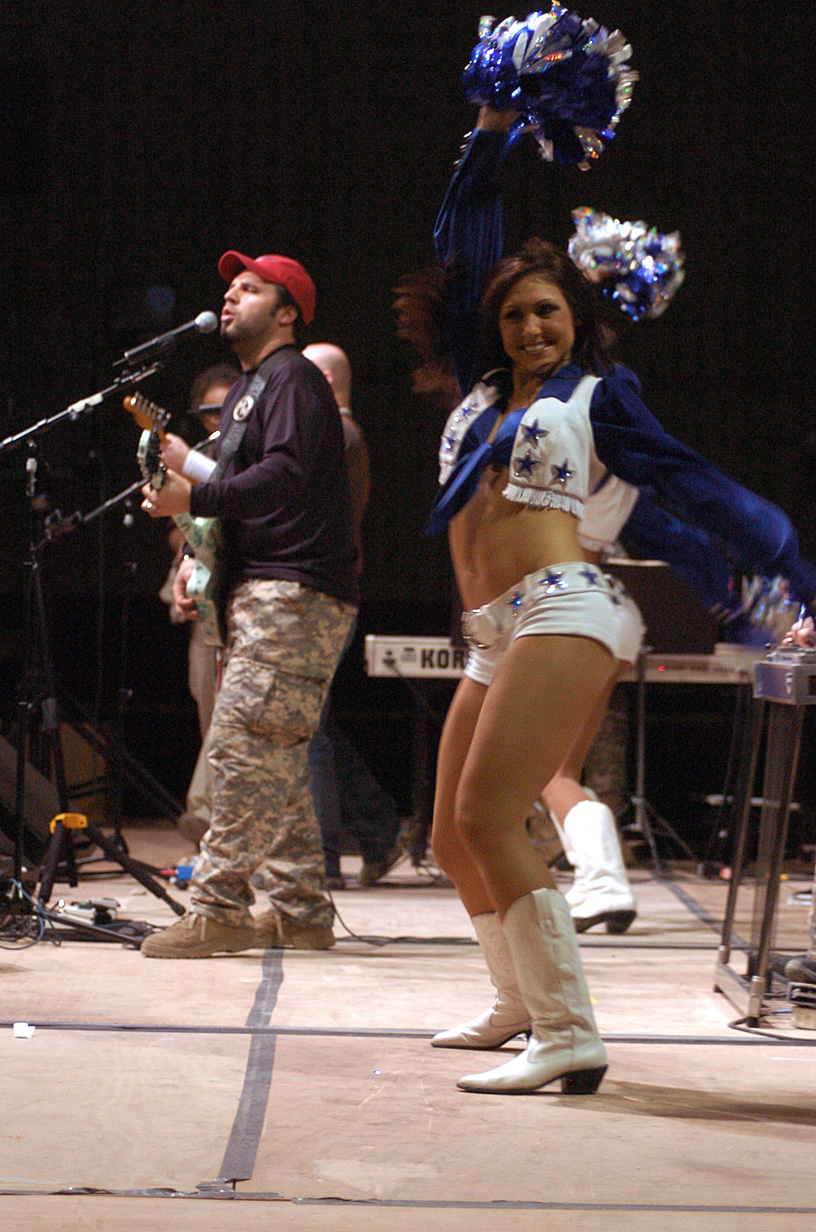
마크 윌스를 위해 공연하는 백댄서

백그라운드 댄서(영어: background dancer), 백업 댄서(영어: backup dancer) 또는 백 댄서(일본어식 영어: back dancer, 일본어: バックダンサー)는 주연인 가수 뒤에서 춤을 추는 사람을 의미한다.

## 백업댄서 목록
본격적으로 활동하기 전에 백댄서를 하는 경우가 많다.
- 케빈 페더라인 - 브리트니 스피어스, 마이클 잭슨, 저스틴 팀버레이크, 그웬 스테파니, 핑크, 크리스티나 밀리언, LFO의 백업댄서
- FKA 트위그스
- 지미 맥셰인 - 디디 잭슨의 백댄서
- 제니퍼 로페즈 - 뉴 키즈 온 더 블록, MC 해머, 재닛 잭슨의 백댄서
- 가희 - DJ DOC의 백댄서
- 김종민 - 엄정화의 백댄서
- 비 - 박지윤, 박진영의 백댄서
- 클론 - 현진영의 백댄서

## 같이 보기
- 코르 드 발레
- 코러스 (대중음악)
- 보조 출연자